# Soběchleby (okres Přerov)
Soběchleby jsou obec, která se nachází v okrese Přerov v Olomouckém kraji. Žije zde 592 obyvatel. V jižní části katastru se nachází pozůstatky bývalé osady Símře.
Ve vzdálenosti 7 km severozápadně leží město Lipník nad Bečvou, 9 km jižně město Bystřice pod Hostýnem, 10 km severovýchodně město Hranice a 14 km západně město Přerov.

## Název
Typ pojmenování Soběchleby (na Moravě k němu patří ještě jméno Soběsuk u Kroměříže, Soběsuk u Plumlova a zaniklých vesnic Soběbřich, Soběhřibů, Soběrad a Soběkur) není jednoznačně vysvětlen. Složka sobě- zřejmě označovala obyvatele žijící stranou, odděleně od ostatních ("pro sebe"), druhá část měla asi jen blíže identifikující funkci a vztah obou částí byl při vzniku jména pouze volný.

## Historie
První písemná zmínka o obci pochází z roku 1368 (de Zobochleb).

## Obecní správa
Od 1. července 1983 do 23. listopadu 1990 k obci patřily Kladníky a Žákovice.

## Pamětihodnosti
- Kostel Nanebevzetí Panny Marie na návsi
- Socha svatého Vendelína na návsi